# Kenchanahalli, Harihar
Kenchanahalli là một làng thuộc tehsil Harihar, huyện Davanagere, bang Karnataka, Ấn Độ.